# Zbigniew Kaniewski
Zbigniew Waldemar Kaniewski (ur. 9 listopada 1948 w Białogardzie) – polski działacz związkowy i polityk, minister skarbu państwa w rządzie Leszka Millera w 2004, poseł na Sejm I, II, III i IV kadencji.

## Życiorys
Ukończył studia na Wydziale Biologii i Nauk o Ziemi Uniwersytetu Gdańskiego. Od 1980 do rozwiązania należał do PZPR. W latach 70. pracował w Ośrodku Szkolno-Wychowawczym we Włocławku, później na etacie w organizacjach związkowych. Od 1991 do 2004 pełnił funkcję przewodniczącego Federacji Niezależnych Samorządnych Związków Zawodowych Przemysłu Lekkiego. Przewodniczył radzie nadzorczej Fundacji Jutrzenka. Należał do Stowarzyszenia Ordynacka.
Z ramienia Sojuszu Lewicy Demokratycznej od 1991 do 2005 pełnił funkcję posła na Sejm I, II, III i IV kadencji (w 2001 został wybrany z okręgu łódzkiego). Od 28 stycznia do 2 maja 2004 sprawował urząd ministra skarbu państwa w rządzie Leszka Millera. Nie kandydował w wyborach parlamentarnych w 2005.
Po odwołaniu z funkcji ministra powrócił na stanowisko przewodniczącego federacji związkowej.
W 2005 otrzymał Krzyż Kawalerski Orderu Odrodzenia Polski.